# 阿富汗民主共和国
阿富汗民主共和国是1978年至1992年間由阿富汗人民民主黨领导、在阿富汗建立的社会主义国家。
1978年4月27日，阿富汗人民民主党发动四月革命，推翻阿富汗共和國的達烏德政府。1978年4月30日，人民派领导人、人民民主党总书记努尔·穆罕默德·塔拉基上台担任国家元首和政府首脑，成立了人民派和旗帜派联合执政的政府，哈菲佐拉·阿明、巴布拉克·卡尔迈勒、穆罕默德·瓦坦贾尔等担任政府高层。塔拉基政府在阿富汗推行较激进的土地和婚姻制度改革，发动政治清洗。塔拉基和阿明领导的人民派之后与卡尔迈勒领导的旗帜派发生权力斗争，随后旗帜派被清除出党，领导人卡尔迈勒滞留东欧。
人民派胜利后，塔拉基与阿明的政见不和日益激化，阿明发动政变杀害了塔拉基，成为新任人民民主党总书记。阿明上台后推行中立路线与美国进行接触，引发苏联共产党领导层不满。1979年苏联刺杀了阿明，旗帜派领导人卡尔迈勒回国担任人民民主党总书记。此时阿富汗境内反政府武装日益壮大，苏联决定支持卡尔迈勒政府，出兵阿富汗与反政府的圣战者交战。
卡尔迈勒自1979年执政至1986年。执政期间执行较温和的政策，批评人民派推行的极左路线。1980年颁布新宪法，成立了统一战线组织民族阵线，允许非人民民主党人士参政，恢复了部分宗教习俗和民族传统并实行大赦。但这些政策并未巩固人民民主党的执政基础，苏军与阿富汗政府军陷入持续的游击战，境内产生大量难民，经济建设难以持续。戈尔巴乔夫担任苏联共产党总书记时期的苏联高层担心苏军将在阿富汗陷入僵局，认为卡尔迈勒政府无法稳定阿富汗局势。1986年，苏联要求卡尔迈勒辞职，國家情報局負責人穆罕默德·納吉布拉接任总书记。
纳吉布拉推行民族和解政策，支持阿富汗民族主义，逐渐淡化社会主义色彩。1987年纳吉布拉政府单方面宣布停火谈判，尝试与反对派建立联合政府。随后颁布新宪法，宣布伊斯兰教为国教，削弱人民民主党的执政地位，改国名为阿富汗共和国。1988年举行民主选举，国民议会替代人民民主党的革命委员会。1988至1989年苏联逐步开始自阿富汗撤军。1989年苏军全面撤出后，阿富汗战局再次激化，纳吉布拉政府军单独与圣战者进行交战，执政压力日益增大。1990年，阿富汗发布新宪法，删除了共产主义的内容，规定阿富汗是一个伊斯兰共和国，执政的人民民主党更名为祖国党。
苏军撤出后，得到蘇聯援助的納吉布拉政府在初期仍能擊退游擊隊的進攻。1991年苏联解体，1992年1月俄罗斯总统叶利钦政府宣布终止对纳吉布拉政府的援助，納吉布拉政府失去外援，形勢急轉直下，圣战者陆续占领主要城市。1992年3月纳吉布拉提出祖国党下台建立过渡政府的提议，杜斯塔姆等军方领导人决定倒戈至圣战者阵营。1992年4月纳吉布拉辞职，随后马苏德和杜斯塔姆的圣战者占领了喀布尔。1992年4月28日，圣战者各方签署白沙瓦协议，宣布成立阿富汗伊斯兰国。

## 历史

### 背景
阿富汗王国在1964年开始推行君主立宪制。1965年1月1日，阿富汗人民民主党成立，并在议会选举中取得4个席位。1967年，人民民主党分裂为人民派和旗帜派，旗帜派支持参政推进温和斗争，而人民派倾向于公开武装革命。自1955年起，苏联即为阿富汗王国提供军备和人员培训。至1973年，阿富汗军队现役军官中有30%在苏联接受过培训，促成了左翼思想在阿富汗的传播。1971-1972年，阿富汗发生饥荒，民众对议会的效率低下感到不满，学校爆发政治运动。1973年，在旗帜派的支持下，穆罕默德·达乌德汗发动政变建立了阿富汗共和国。达乌德汗上台后，试图清除人民民主党势力，解散议会和司法机构，建立直接行政制度。1977年颁布一党制的新宪法，引起了人民民主党的不满。1977年，苏联促成人民派和旗帜派达成和解。
1978年4月17日，人民民主党旗帜派领导人米尔·阿克巴·卡比尔被暗杀，引发大规模示威。穆罕默德·达乌德汗深感人民民主党实力壮大，下令对人民民主党高层进行逮捕。4月27日，软禁中的哈菲佐拉·阿明授意军队中的人民民主党军官发动政变，攻击总统府和政府机关，武装推翻穆罕默德·达乌德汗的阿富汗共和国政府。这场政变被人民民主党称为“四月革命”。

### 塔拉基时代：1978年至1979年
1978年4月30日，革命委员会成立，人民民主党总书记、人民派领导人努尔·穆罕默德·塔拉基担任革命委员会主席团主席（国家元首）和部长会议主席（政府首脑）。塔拉基内阁由人民派成员和旗帜派成员组成，人民派领导人哈菲佐拉·阿明、旗帜派领导人巴布拉克·卡尔迈勒、穆罕默德·瓦坦贾尔共同担任政府总理。该内阁成立初期面临的最大问题是人民民主党党内的派系斗争，革命委员会人事任命权主要集中在人民派手上，内政部则被旗帜派掌控。两派很快开始激烈的权力斗争。人民派指责旗帜派阴谋篡权、搞宗派主义、是窃取四月革命的机会主义者。旗帜派最终失势，领导层被派驻海外，卡尔迈勒任驻捷克斯洛伐克大使，纳吉布拉任驻伊朗大使，两人拒绝在政治清洗开始后回国。人民派取得权力斗争胜利后，阿明和塔拉基又开始争夺对人民派的控制权。

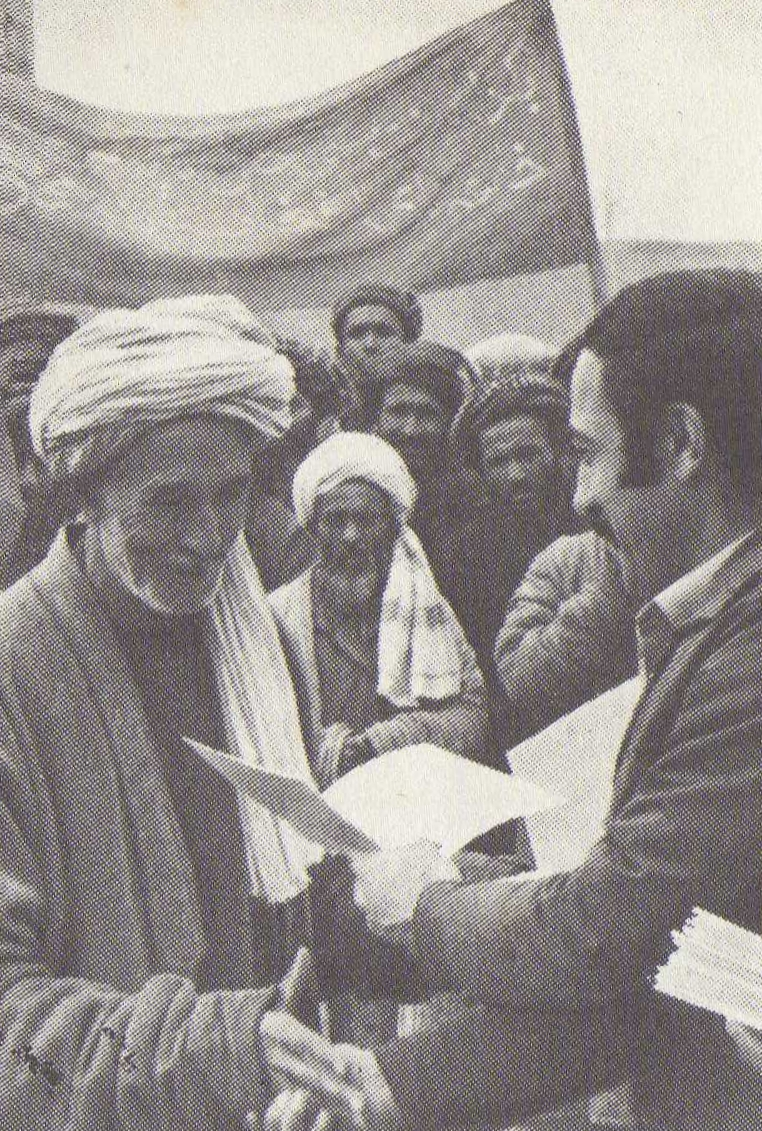
土地改革中授予农民土地

塔拉基政府推行激进的马克思主义政策，尝试进行社会变革。1979年1月1日，政府启动了为期半年的土地改革，规定每个家庭的土地定额，超过定额的土地被政府无偿征用。然而土地改革中的混乱造成了阿富汗农村居民的的不满，农业收成显著下降。人民民主党宣布禁止强迫婚姻、高额彩礼和与之相关的高利贷制度，提高最低结婚年龄，政府亦开展了雄心勃勃的扫盲运动，废除伊斯兰教法，鼓励男性剃须，女性除去面纱。然而由于缺少中央集权的治理体系，加上阿富汗深厚的伊斯兰宗教文化和农村地区传统宗族的权力结构，使得人民民主党的许多改革并没有在全国范围内实施，政府只对局部地区有控制权。民众对塔拉基激进政策的不满引发了国内动荡。1979年初，阿富汗的28省中有25个产生了反政府武装叛乱。3月爆发了赫拉特起义，土改中失去特权的地方阶级参与反抗，形成了具有相当规模的反政府势力。塔拉基于1979年3月访问了莫斯科，试图请求苏联地面部队协助平叛，苏联拒绝了塔拉基的请求。
人民派内部塔拉基与阿明的不和也逐步激化。执政初期阿明与塔拉基关系紧密，阿明建立了以塔拉基为中心的个人崇拜，称塔拉基为“伟大的领袖”、“东方之星”或“伟大的思想家”等称号。阿明则被称为“真正的弟子和学生”。塔拉基逐步以领袖自居，对阿明的建议不屑一顾。两人的政治斗争从争夺军队控制权展开，塔拉基依靠被称为“四人帮”的四名人民派军官与阿明斗争。赫拉特起义后成立了“最高国防委员会”，塔拉基离任部长会议主席，担任最高国防委员会主席，阿明接任部长会议主席和最高国防委员会副主席。作为部长会议主席（相当于总理），阿明虽然有权任命内阁成员，但所有决策都必须得到人民民主党总书记兼国家元首塔拉基的批准。此外，虽然部长会议对革命委员会及其主席负责，但个别部长只对塔拉基负责。阿明成为部长会议主席后，负责经济、外交和军事，而军事的实权实际掌握在最高国防委员会中，其大部分成员都是反阿明派系的。通过这一策略，塔拉基有效地削弱了阿明的权力，迫使他放弃对阿富汗军队的控制。
人民民主党内的派系斗争使其无法应对愈演愈烈的反革命活动，塔拉基试图推行个人专权，削弱人民民主党政治局的集体领导权利。1979年7月28日，根据阿明的建议，政治局投票建立集体领导体制，阿明派系权力扩大，这对塔拉基来说是一个打击。苏联方面则通过《真理报》社论表示不希望阿明成为领导人。塔拉基在访问古巴参加不结盟运动会议后，9月9日在莫斯科与苏联领导人会面，苏联敦促他将阿明免职。四人帮计划刺杀阿明，但阿明因提前得到消息，刺杀未能成功。9月11日塔拉基召开内阁会议，未能成功撤职阿明。9月13日，塔拉基邀请阿明至总统府共进午餐，阿明最初拒绝了，但苏联大使说服阿明次日赴宴。9月14日，总统府卫队与阿明一行交火，阿明逃离现场后，派兵进驻总统府逮捕了塔拉基，四人帮进入苏联使馆庇护。苏联曾建议阿明不要清洗塔拉基势力，但阿明误以为自己得到了苏联的支持。阿明在10月8日派人闷死了塔拉基，这一举动震惊了苏联共产党总书记勃列日涅夫。

### 阿明时代：1979年
1979年秋季的阿富汗人民民主党中央政治局会议上，阿明成为了新任中央委员会总书记和革命委员会主席团主席。阿明致力于建立集体领导体制，他承诺“从今以后不会有一人专制的政府”。为了缓和反政府局势，阿明上台后采取了温和的政策，宣称政权不是反伊斯兰的。阿明承诺阿富汗人民享有宗教自由，政府开始重修清真寺。阿明甚至称四月革命“完全基于伊斯兰教的原则”。在塔拉基和阿明统治期间，阿富汗共有1万7千人到2万5千人被捕，处决人数在1千到7千人左右，其中多数在普里查基监狱被处决。为了安抚民众，阿明公布了12,000人的失踪人员名单，并将其归咎于塔拉基。然而这些宣传效果有限，许多阿富汗人仍认为阿明应对政府的极权主义行径负责。
自1979年以来，苏联领导层密切关注阿富汗的局势变化。阿明上台后并未减少逮捕和镇压活动，反而比塔拉基时期更为频繁。阿明罗织罪名，清除塔拉基的支持者以及潜在的政治对手，人事任命上依赖亲信，导致了人民民主党内对阿明的不满。苏共政治局对他的评价是“一个权力欲膨胀的，以残暴和背叛著称的领导人”。军队成员主要由人民派组成，阿明对人民民主党的党内清洗影响了军队士气，引发了大规模逃兵事件，军队人数从四月革命时期的10万人减少到5-7万人之间。苏联领导人意识到阿明政权岌岌可危，一旦发生政权更迭阿明政权垮台，反苏势力上台后将导致阿富汗脱离苏联势力范围。特别是阿富汗邻国的伊朗伊斯兰革命导致伊斯兰运动扩散，影响苏联中亚加盟共和国局势。
阿明推行中立外交政策，试图接近西方国家。美国大使阿道夫·杜布斯绑架案后，阿明尝试修补与美国的关系。此外，克格勃称阿明在60年代曾与中央情报局有联系。阿明上台加强了与巴基斯坦和伊朗的关系，以减少阿富汗对苏联的依赖。苏联人担心阿明会将阿富汗的外交政策从亲苏立场转变为亲美立场。苏共政治局假设，一旦阿明与中情局合作，决定亲近西方国家和中华人民共和国，阿富汗领土上可能出现北约军事基地。苏联成立了一个由克格勃主席安德罗波夫、苏共中央国际部部长波諾馬廖夫、国防部长乌斯季诺夫组成的阿富汗问题特别委员会。1978年10月下旬，他们报告称阿明正在清洗反对派和苏联同情者，对莫斯科只有虚假的忠诚，并且在寻求与巴基斯坦及中国建立联系。安德罗波夫支持苏联武装干预，称阿明的政策使阿富汗政府和军队无力控制阿富汗局势，无法应对国内危机。1979年12月12日，苏共中央政治局通过了一项秘密决议，结论是必须消灭阿明，代之以对苏联忠诚的领导人巴布拉克·卡尔迈勒，并出兵阿富汗稳定局势。
尽管苏联已对阿明产生怀疑，阿明直到最后一刻都相信他得到了苏联支持，拒绝相信苏联将入侵阿富汗并推翻他的情报。12月25日，阿明同意了苏军派兵进入阿富汗以确保人民民主党政府的安全的决定，大量苏联空降部队抵达喀布尔。12月16日和27日，苏联两次试图投毒暗杀阿明未遂。12月27日，苏联发动风暴333行动，派遣特种部队刺杀了阿明。当天卡尔迈勒抵达喀布尔，电台宣布阿明政权已垮台，卡尔迈勒成为阿富汗新领导人，执政104天的阿明政权宣告结束。

### 卡尔迈勒时代：1979年至1986年
1979年12月27日苏军出兵阿富汗暗杀阿明后，先前在党内清洗中流亡东欧的旗帜派领导人巴布拉克·卡尔迈勒于政变当天返回喀布尔，成为人民民主党总书记、革命委员会主席团主席和部长会议主席。卡尔迈勒上台后，致力于通过温和改革巩固人民民主党的执政基础。1980年1月6日，政府实行大赦，释放了在前两届政府监禁的2,600人，其中600人是旗帜派成员。将国旗从红旗改为了阿富汗传统的黑红绿三色旗。政府亦继续推行扫盲计划，增加妇女权益。此外，政府归还了部分先前土地改革中被没收的财产。1984年1月，大幅修改了原人民派的土地改革政策，增加了土地持有限制，以争取农村中产阶层的支持。
卡尔迈勒政府上台后希望通过政治手段解决国内的反叛局面，促成之前人民派认定的阶级敌人认同新政府，推行民族和解政策。政府制定了新宪法《阿富汗民主共和国基本原则》，于1980年4月22日生效。宪法规定阿富汗传统的支尔格大会是国家最高权力机关，以吸引农村的部族和宗教领袖参与政治合作。支尔格大会闭会期间由11人组成的革命委员会主席团行使最高权力，最高行政机构是部长会议。1981年6月建立了统一战线组织民族祖国阵线。非党人士开始担任政府高级职位，到1981年6月，革命委员会主席团中的5人都是非人民民主党人士，卡尔迈勒也不再担任部长会议主席，这是卡尔迈勒政府扩大执政基础的尝试。1985-86年间的政府成员中的60%都是非人民民主党成员，1986年民族祖国阵线的主席也由非党人士担任。政府建立了妇女、青年和城市工人的附属组织，促进乌兹别克、土库曼和塔吉克等少数民族的文化建设。而这些政策并未促成政权的支持度显著增加，由于卡尔迈勒是未经正式任命伴随苏军入侵直接上台的，大多数阿富汗人都视他为苏联的傀儡，苏联式的政治体制的建立也增进了阿富汗民众对政府的不信任。
政治上民族和解的效果不彰促使阿富汗政府和苏联军方以军事力量解决叛乱。1981年1月开始，降低了国防军征兵年龄，延长兵役期限，增加军人工资。在国家、省和地区层面都设立了人民民主党国防委员会，建立了7个军事大区。1981年6月穆罕默德·纳吉布拉担任国家安全机构国家情报局主席，对抵抗组织进行渗透。军费占政府预算的比例从1979年3月革命前的8.3%上升到1982年的22%，后期上升到多达40%。激烈的军事冲突破坏了阿富汗的基础设施，严重影响经济增长，造成了境内的难民潮。
1985年戈尔巴乔夫上台担任苏共中央总书记后，对阿富汗局势迟迟不能稳定，苏军在阿富汗陷入僵局表示不满。苏联领导人开始将阿富汗政局不稳的原因归咎于卡尔迈勒。戈尔巴乔夫对苏联政治局称“如果我们不转变策略，我们将在那里再战20到30年”，苏联开始筹备稳定阿富汗局势后从阿富汗撤军。初步推断早在1983年苏联领导层内部就达成了卡尔迈勒需要下台的共识，戈尔巴乔夫计划让穆罕默德·纳吉布拉取代卡尔迈勒，前者因对国家情报局的高效管理被部分苏共高层的高度评价。1985年纳吉布拉离任情报局主席，担任人民民主党中央书记。1986年3月卡尔迈勒访苏期间，苏联建议他托病辞职。得知他不再被苏联支持，他在5月辞任人民民主党总书记，由纳吉布拉接任。1986年11月13日苏共中央政治局决定卡尔迈勒需要下台，同月卡尔迈勒辞任阿富汗革命委员会主席职务，由非人民民主党人士接任，卡尔迈勒被迫离境到莫斯科居住。

### 纳吉布拉时代：1986年至1989年

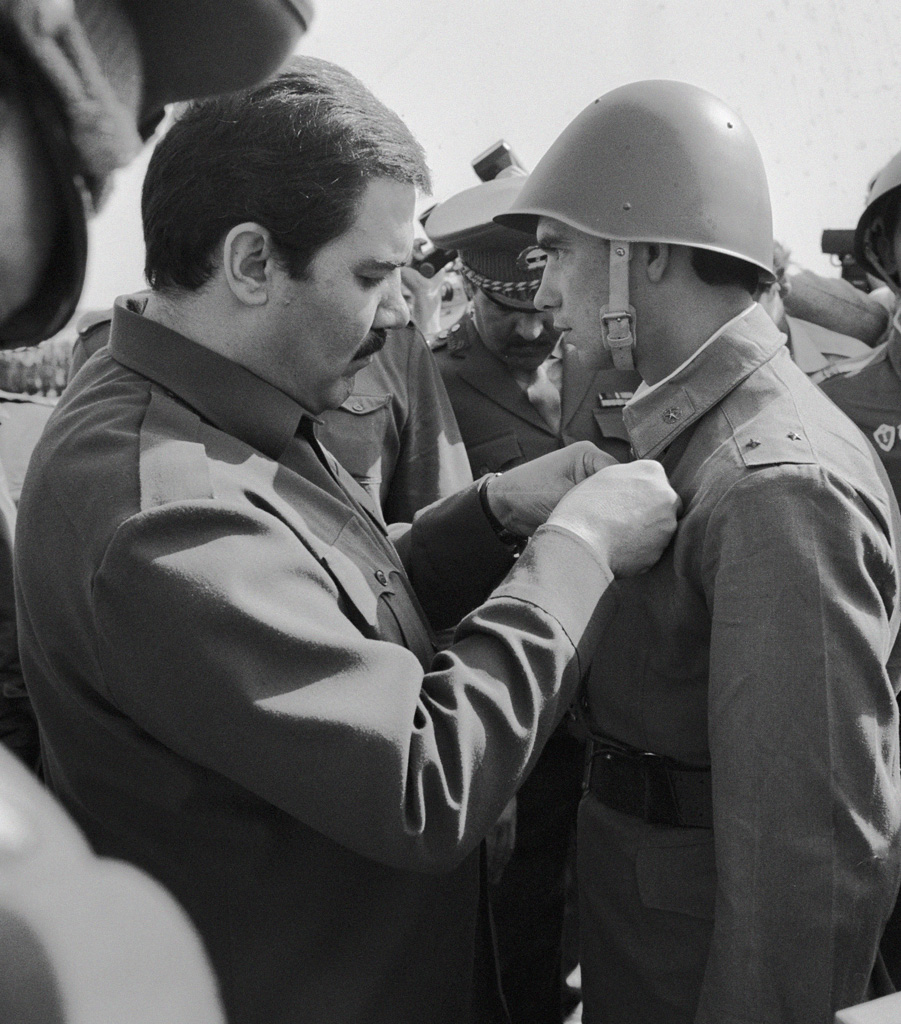
纳吉布拉授予苏军奖章

1985至1986年是苏阿战争战斗最为激烈的时期，苏军对巴基斯坦附近的圣战者补给线发动了规模最大而富有成效的攻击，迫使圣战者在赫拉特和坎大哈防御。此时美国和沙特阿拉伯也急剧增加了对圣战者的军事援助，使其重获游击战主导权。1986年8月，毒刺地空导弹被配给给圣战者，严重影响了苏军使用空中力量进行作战掩护。
戈尔巴乔夫时期的苏联决心从阿富汗撤军。纳吉布拉因对国家情报局的高效管理获得了苏联的赏识，此外他来自最大的普什图人部落吉尔吉人，该背景有助于他和普什图圣战者对话。纳吉布拉试图通过民族和解改革取得民众支持，支持阿富汗民族主义，与圣战者公开对话。政权对圣战者做了较大让步，将反对派组织合法化，允许伊斯兰教在政权中发挥更大作用。
1986年末纳吉布拉的政治地位日益稳定，足以配合苏联的撤军行动。9月“全国妥协委员会”成立，致力于“完成新阶段的四月革命”，据称与约4万名圣战者取得了联系。11月非人民民主党成员哈吉·穆罕默德·昌卡尼担任革命委员会主席团主席，表明人民民主党愿意与党外势力分享权力。1986年底，纳吉布拉公布了一项“民族和解”计划，宣布停火六个月与反政府武装进行谈判，致力建立联合政府，人民民主党不再一党专政，并允许反政府武装继续控制其势力范围。1987年的政治努力是尽力与反对派达成和解，希望反对派放弃武装斗争直接参与政治治理，以便在苏联人离开之前结束国内的战争状态。1987年7月13日，宣布国名改为“阿富汗共和国”，11月通过了新宪法，取消了国家元首的绝对否决权。革命委员会被国民议会取代，阿富汗总统取代主席团主席成为国家元首，“进步政党”可以自由竞争议会席位。1988年举行了首次议会选举，1990年更将伊斯兰教成为国教，从宪法中删除所有的共产主义内容，宣布阿富汗是一个“独立、统一的伊斯兰国家”。政府重视私营经济，并允许更多的非人民民主党人加入政府。
1988年，美国、苏联、巴基斯坦和阿富汗各方签订《日內瓦協議》，规定美国停止武器援助圣战者，苏军按期进行撤军。1989年撤军如期完成，2月15日最后一批苏联军队按期离开阿富汗。

### 灭亡：1989年至1992年

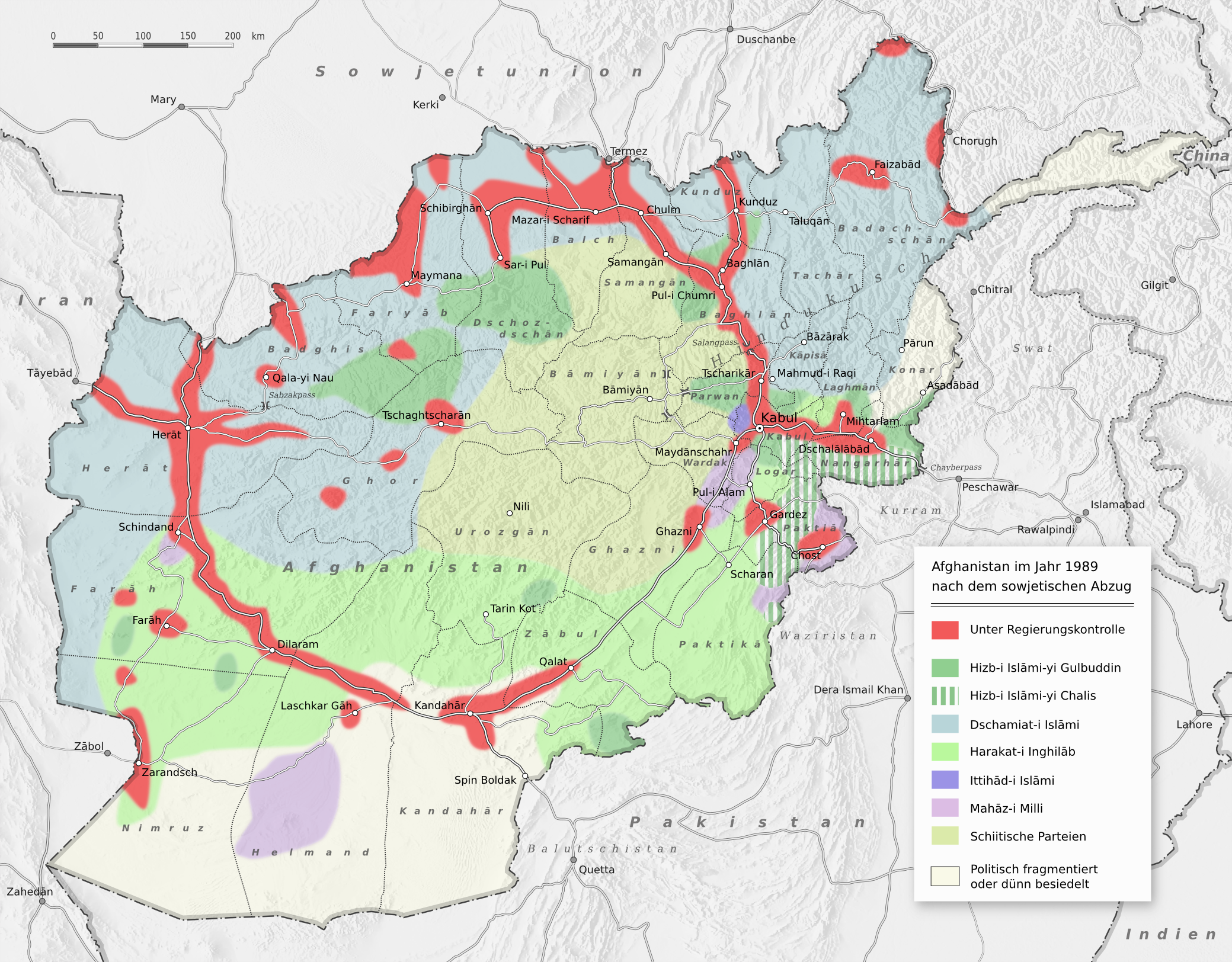
1989年苏军撤出后的阿富汗局势
政府军
伊斯兰促进会
阿富汗伊斯蘭統一黨
阿富汗伊斯兰达瓦组织
阿富汗伊斯兰党
阿富汗伊斯兰革命运动

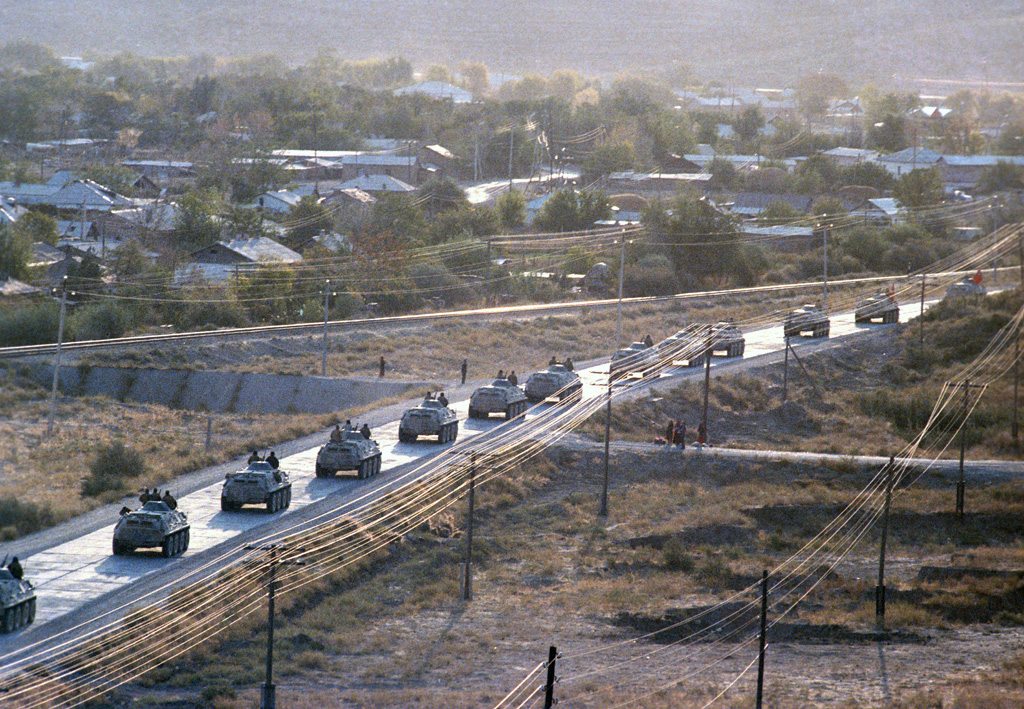
1986年10月撤出阿富汗的苏军

苏军的撤离并未给阿富汗带来稳定。由于阿富汗抵抗组织未参与《日内瓦协定》的制定，他们拒绝接受该协议。巴基斯坦违背协议，继续援助圣战者，圣战者在苏军撤离后对喀布尔发动了攻势。纳吉布拉宣布进入紧急状态，停止了分享权力的政策。苏联援助了大量军备和补给物资，1990年达到每年30亿美元。苏军自东欧撤离的装备被运抵阿富汗，政府军在充足的补给下制定了应对毒刺导弹威胁的战术，遏制了抵抗组织对城市的攻势。喀布尔部署了飞毛腿等中程导弹，苏军技术人员协助发射了约400枚飞毛腿导弹防御贾拉拉巴德。在贾拉拉巴德，阿富汗政府军能够有效运用火炮和空军击退圣战者，1989年5月政府军已在贾拉拉巴德取得显著优势，能够保证喀布尔驻军的补给。贾拉拉巴德的胜利鼓舞了政府军士气，也宣告了圣战者攻势的失败。一位圣战者指挥官称“贾拉拉巴德之战让我们失去了十年战斗赢得的信誉”。
1990年夏季，阿富汗政府军再次处于守势。1991年初，政府只控制了阿富汗10%的领土。圣战者也取得了持续十一年的霍斯特围城战的胜利，阿富汗政府军士气开始崩溃。苏联自身的经济和政治危机导致其对阿富汗政府的援助日渐枯竭。1990年12月谢瓦尔德纳泽辞任后，苏联高层再无支持纳吉布拉的力量。1991年12月26日苏联解体，鲍里斯·叶利钦成为俄罗斯总统，他并不想援助纳吉布拉，认为这是前政权遗留的问题。苏联解体后，由于新独立的中亚共和国不愿看到原教旨主义者在阿富汗掌权，纳吉布拉取得了少量援助。1991年秋，纳吉布拉写信给谢瓦尔德纳泽称“我不想当总统，你说服了我，并承诺给我支持。现在你把我和阿富汗共和国推向了它的命运。”
1992年1月，俄罗斯政府终止对纳吉布拉政府的援助。停止援助的后果马上显现：阿富汗空军是政府军中最关键的部分，由于燃料缺乏空军停飞。圣战者则在巴基斯坦支持下陆续占领主要城市。1992年3月18日，纳吉布拉提出辞职，宣布遵循联合国计划，建立由冲突各方参与的临时政府。这一举动吓坏了纳吉布拉的支持者，导致军队在没有抵抗的情况下直接向圣战者投降。政府军指挥官阿卜杜勒·拉希德·杜斯塔姆决定放弃纳吉布拉，加入由艾哈迈德·沙阿·马苏德和阿布杜勒·阿里·馬扎里创建的圣战者联盟，这意味着北部4万名政府军倒戈。陆军总司令在抵达马扎里沙里夫调查杜斯塔姆时，也宣布投奔北方联盟。马扎里沙里夫宣告被圣战者联盟控制。1992年4月中旬，纳吉布拉接受了联合国建议，将权力移交给七人委员会。4月14日，巴格拉姆空军基地和恰里卡尔陷落，4月15日纳吉布拉宣布辞职，次日阿卜杜勒·拉希姆·哈蒂夫宣布成为阿富汗共和国代理总统。4月25日，圣战者各方签署了《白沙瓦协议》同意建立临时政府，28日宣布建立了阿富汗伊斯兰国。4月30日，马苏德和杜斯塔姆的圣战者武装彻底占领了喀布尔。

## 政治

### 人民民主党

阿富汗人民民主党党徽

| 領導人姓名           | 總書記任期                     |
| -------------------- | ------------------------------ |
| 努爾·穆罕默德·塔拉基 | 1978年4月30日－1979年9月14日   |
| 哈菲佐拉·阿明        | 1979年9月14日－1979年12月27日  |
| 巴布拉克·卡爾邁勒    | 1979年12月27日－1986年11月24日 |
| 穆罕默德·納吉布拉    | 1986年11月24日－1992年4月16日  |

#### 派系
- 人民派（Khalq）：因机关刊物《人民》周刊而得名，此派的早期领导人是努尔·穆罕默德·塔拉基。此派系奉行激进的共产主义路线，支持者主要是农村的普什图人。此派认为通过建立一个纪律严明的工人阶级政党，可以以纯粹的马列主义方式完成革命。执政期间推行激进的土地改革和对宗教的改造。苏联入侵阿富汗后人民派失势，但党和军队中的中低层干部仍有大量的人民派成员。
- 旗帜派（Parcham）：因机关刊物《旗帜》报而得名，此派的早期领导人是巴布拉克·卡爾邁勒。此派系是人民民主党内的温和派系，支持者主要是阿富汗的中产阶级。此派认为因阿富汗产业基础不发达无法发生无产阶级革命，必须培养爱国、反帝的民族民主阵线，逐步实现社会主义。[80]这一派系也是苏联较亲近的派系。

### 国内政策
塔拉基政府推行了以下政策：
- 婚姻：禁止强迫婚姻，引入最低结婚年龄。

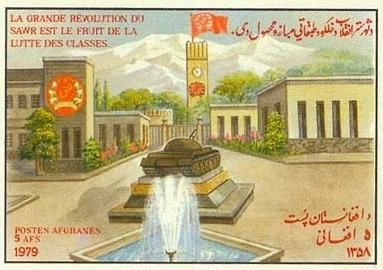
1979年邮票《伟大的四月革命是阶级斗争的果实》上展示的喀布尔阿格

- 宗教：在官方无神论的框架内保障少数宗教自由，国家对清真寺进行控制。废除女性罩袍和男性留胡须的习俗。[81]
- 土地改革：没收封建所有制下的土地，转为社会主义土地所有制。[82]
- 加强与东方集团国家的对外贸易。
- 实行义务教育，注重对女性的义务教育。建立公共卫生体系。

## 经济
| 经济指标 | 经济指标                        | 经济指标 | 经济指标 | 经济指标 | 经济指标 | 经济指标 | 经济指标 | 经济指标 |
| 指标     | 指标                            | 1978年   | 1979年   | 1980年   | 1981年   | 1982年   | 1986年   | 1988年   |
| -------- | ------------------------------- | -------- | -------- | -------- | -------- | -------- | -------- | -------- |
| 支出     | 总计（每百万阿富汗居民）        | 26,397   | 30,173   | 31,692   | 40,751   | 42,112   | 88,700   | 129,900  |
| 支出     | 基本支出（%）                   | 47       | 56       | 62       | 66       | 69       | 74       | 84       |
| 支出     | 发展（%）                       | 53       | 44       | 38       | 34       | 31       | 26       | 16       |
| 资金来源 | 国内收入：非天然气销售部分（%） | 54       | 40       | 50       | 40       | 37       | 31       | 24       |
| 资金来源 | 天然气销售部分（%）             | 9        | 13       | 33       | 34       | 34       | 17       | 6        |
| 资金来源 | 外援（%）                       | 34       | 36       | 28       | 26       | 28       | 29       | 26       |
| 资金来源 | 租金收入（%）                   | 43       | 48       | 61       | 59       | 62       | 48       | 32       |
| 资金来源 | 国内借款（%）                   | 4        | 12       | –11      | 1        | 0        | 23       | 44       |

塔拉基政府於1979年1月1日啟動了土地改革，試圖限制一個家庭可以擁有的土地數量，超過限額的土地被政府無償徵用。阿富汗領導人認為，改革會在削弱資產階級權力的同時得到農村人口的普遍認可。土地改革於1979年中宣布完成，政府宣布重新分配了665,000公頃（約1,632,500英畝）。政府還公佈只有40,000個家庭，即總人口的4%，受到土地改革的負面影響。與政府預期相反，改革既不受歡迎也不富有成效。農業收成直線下降，改革本身導致阿富汗人的不滿情緒上升。當塔拉基意識到民眾對改革的不滿程度後，他迅速放棄了這項政策。不過，土地改革是在後來的卡爾邁勒政府下逐步實施的，雖然受改革影響的土地面積比例尚不清楚。
在內戰和隨後的蘇阿戰爭期間，該國大部分基礎設施被摧毀，正常的經濟活動模式被打亂。所述的國民生產總值（GNP），因為衝突的卡爾邁勒的規則期間大幅下降；貿易和運輸隨著勞動力和資本的流失而中斷。1981年阿富汗國內生產總值為1543億阿富汗人，比1978年的1597億有所下降。人均國民生產總值從1978年的7370下降到1981年的6852。最主要的經濟活動形式是農業部門。農業佔國內生產總值的63%(GDP) 1981年；1982年56% 的勞動力從事農業。1982年工業佔GDP的21%，僱傭了10%的勞動力。所有工業企業均為政府所有。服務業是三者中最小，1981年佔GDP的10%，估計僱用了三分之一的勞動力。在國際收支，在穆罕默德·達烏德汗的前共產主義政府中有所改進；盈餘減少並在1982年變成赤字，達到負7,030萬美元。卡爾邁勒統治期間大幅增長的唯一的經濟活動是出口和進口。
納吉布拉且延續卡爾邁勒的經濟政策。與東方集團和蘇聯的聯繫繼續加強，雙邊貿易也是如此。他還鼓勵私營部門在工業領域的發展。將五年經濟和社會發展計劃，並於1986年1月推出，一直持續到1991年3月，政府的垮台前一個月。根據該計劃，在 1985 年之前每年增長不到 2% 的經濟將在該計劃下增長25%。工業增長28%，農業增長14-16%，國內貿易增長150%，外貿增長15%。這些預測都沒有成功，經濟增長繼續保持在2%。1990年重視私營企業的設立和鼓勵外商投資私營部門。

### 农业
革命前，5%的人拥有全国50%的耕地。塔拉基政府在1978年12月发布法令，启动土地改革。法令规定任何家庭都不能拥有超过6公顷的优质土地，且禁止抵押、出租或出售超过该面积的土地。超过6公顷限额的剩余土地被分配给无地工人、小农和游牧民族。政府取消了贫农的债务和抵押，将没收的流亡领主和王室土地分配给失地农民。作为土地改革的补充，政府推广农民合作社。成立了 800个农业合作社，参与人员达20万。
然而土地改革并未对阿富汗农村的土地所有权做充分调研，也没有考虑到不同地区土地所有权及其概念的差异。人民民主党政府在不考虑当地特点的前提下就推行土地改革。由于地主阶级被打倒，贫困农民失去了种子、水和工具来源，政府也没有替代方案。战争也导致农民无法真正经营属于自己的土地。这次改革也遇到了很多障碍：一方面，广大农民认为土地是地主合法拥有的，不能接受“偷来的”土地。另一方面，地主阶级暗自加入合作社进行破坏，农村地区亦经常被武装人员袭击。因此，土地改革无法有效推行。

## 人口
阿富汗历来是一个多民族国家。根据1979年的人口普查，全国人口共有1550万人，其中：
- 普什图人：48%（900万）
- 塔吉克人：16%（300万）
- 哈扎拉人：11%（200万）
- 乌兹别克人：8%（150万）
- 其他民族（土库曼人、俾路支人、努里斯坦人、艾马克人、帕夏伊人等）：17％

## 文化

### 科学技术

联盟TM-6号任务徽章

1988年8月29日，作为苏联国际宇航员计划的一部分，阿卜杜勒·阿哈德·莫赫曼德作为阿富汗第一名宇航员乘坐联盟TM-6号访问和平号空间站并停留9天。

### 媒体
阿富汗共和国时期的1965年4月2日，人民民主党即开始发行机关报《人民》、《旗帜》，对四月革命前的阿富汗的社会产生了很大影响。1980年9月《四月革命真理报》发行第一期，成为了阿富汗人民民主党中央委员会的机关报。